# Илия Добрев (политик)
Илия Добрев Илиев е български политик от Българска работническа социалдемократическа партия (тесни социалисти) и Българска комунистическа партия.

## Биография
Роден е на 14 януари 1892 г. във варненското село Манастир. От 1914 г. е член на БРСДП т.с.. Участва в Балканската и Първата световни войни. Пленен в края на войната и прекарва в плен 2 години. След това е секретар и касиер на БРСДП в селото си. Участва в Септемврийското въстание. През 1925 г. е арестуван и прекарва година и половина в затвора. Участва през 1927 г. в Учредителната конференция на Работническата партия. Там е избран за член на ЦК на Висшия ѝ партиен съвет. Депутат в XXIII ОНС от Българската работническа партия от Провадийска околия. През 1932 г. е осъден на 1 година затвор и глоба от 10 хил. лева за произнесена реч във варненското село Стефан Караджа. Същата година става член на ЦК на БРП. От 1932 до 1935 г. е редактор на в. „Земледелски работник“ и сп. „Земледелски проблеми“. На V пленум на ЦК на БКП през 1935 г. е избран за член на Централния комитет на партията и неин секретар. На следващото заседание става член на Политбюро на ЦК на БКП. На следващата година е арестуван и осъден на 3 години затвор. През 1937 г. е амнистиран. През 1941 г. е арестуван и интерниран в Кръстополе. Освободен през 1943 г. започва да работи в Отечествения фронт.
След Деветосептемврийския преврат е секретар на Околийския комитет на БКП и на Окръжния комитет на ОФ в Провадия. От 1950 до 1951 г. е заместник-директор на ДЗС „Стойко Пеев“. Между 1954 и 1962 г. е член на ЦК на БКП. Същевременно от 1959 до 1963, когато се пенсионира работи в Окръжния комитет на БКП във Варна. Между 1961 и 1968 г. е председател на ОК на Българо-съветското дружество във Варна. С указ № 26 от 13 януари 1972 г. е обявен за герой на социалистическия труд. Носител е на три ордена „Георги Димитров“ и „Народна република България“ II ст. и I ст., „9 септември 1944 г.“ I и II ст., „Народна свобода 1941 – 1944 г.“. Умира на 24 юни 1981 г. във Варна.